# Josh Hamilton (baseballista)
Joshua Holt Hamilton (ur. 21 maja 1981) – amerykański baseballista, który występował na pozycji zapolowego.

## Kariera zawodnicza
W czerwcu 1999 został wybrany w pierwszej rundzie draftu z numerem pierwszym przez Tampa Bay Devil Rays, jednak występował jedynie w klubach farmerskich tego zespołu, między innymi w Orlando Rays, reprezentującym poziom Double-A. Po podpisaniu kontraktu z Rays był kilkakrotnie zawieszany i karany finansowo ze względów dyscyplinarnych (opuszczanie obozu przygotowawczego zespołu Orlando Rays bez ustalenia ze sztabem szkoleniowym, zażywanie narkotyków, uzależnienie od alkoholu). W 2003 podczas spring training przeszedł test na obecność narkotyków w organizmie, które dały wynik pozytywny i w efekcie został zawieszony na rok. W 2004 rozpoczął leczenie odwykowe, a w październiku 2005 postanowił nigdy nie sięgać po alkohol i narkotyki.
7 grudnia 2006 roku przeszedł na zasadzie Rule 5 draft (draft, do którego przystępują zawodnicy niemieszczący się w 40–osobowej kadrze zespołu) do Chicago Cubs, jednak jeszcze tego samego dnia został oddany do Cincinnati Reds. W Major League Baseball zadebiutował 2 kwietnia 2007 w meczu przeciwko Chicago Cubs jako pinch hitter. W grudniu 2007 w ramach wymiany zawodników przeszedł do Texas Rangers. W sezonie 2008 po raz pierwszy w karierze wystąpił w Meczu Gwiazd i zwyciężył w klasyfikacji pod względem zaliczonych RBI (130). W 2010 mając najlepszą w lidze średnią uderzeń (0,359), najlepszy slugging percentage (0,633), on-base percentage 0,411 (2. wynik w lidze), poza tym zdobywając 32 home runy (5. wynik ex aequo) i zaliczając 186 uderzeń (6. wynik ex aequo), został wybrany najbardziej wartościowym zawodnikiem.
W latach 2010–2011 Rangers wystąpili w World Series, jednak dwukrotnie przegrali (odpowiednio z San Francisco Giants 1–4 oraz z St. Louis Cardinals 3–4); w 2010 został wybrany najbardziej wartościowym zawodnikiem American League Championship Series. 5 sierpnia 2008 w meczu przeciwko Baltimore Orioles zdobył cztery home runy, jednocześnie stając się trzynastym zawodnikiem w historii Major League, który dokonał tego osiągnięcia.
W grudniu 2012 podpisał pięcioletni kontrakt wart 125 milionów dolarów z Los Angeles Angels of Anaheim. 28 września 2013 w meczu przeciwko Texas Rangers zaliczył 1000. uderzenie.
27 kwietnia 2015 powrócił do Texas Rangers. W sierpniu 2016 klub rozwiązał z nim kontrakt, jednak w styczniu 2017 podpisał niegwarantowaną umowę.

## Nagrody i wyróżnienia
| Nagroda/wyróżnienie     | Lata                         | Źródło |
| MVP American League     | 2010                         | [ 9 ]  |
| 5× All-Star             | 2008, 2009, 2010, 2011, 2012 | [ 6 ]  |
| 3× Silver Slugger Award | 2008, 2010, 2012             | [ 18 ] |
| ALCS MVP                | 2010                         | [ 12 ] |